# Jürgen Hecht
Jürgen Hecht (* 9. November 1969) ist ein ehemaliger deutscher Ruderer, der 1991 Weltmeister mit dem Achter war.
Bei den U23-Weltmeisterschaften 1988 gewann Hecht mit dem deutschen Achter die Silbermedaille, 1989 siegte er mit dem Achter und 1990 mit dem Vierer mit Steuermann. Bei den Weltmeisterschaften 1990 in Tasmanien belegte der bundesdeutsche Vierer ohne Steuermann mit Martin Kiefer, Claas-Peter Fischer, Jürgen Hecht und Thorsten Streppelhoff den sechsten Platz. 1991 gewann Hecht mit Wolfgang Klapheck den deutschen Meistertitel im Zweier ohne Steuermann. Beide rückten in den Deutschland-Achter auf und gewann den Titel bei den Weltmeisterschaften in Wien. 1994 kehrte Hecht noch einmal in den Deutschland-Achter zurück, bei den Weltmeisterschaften in Indianapolis belegte der Achter den vierten Platz und verpasste erstmals seit 1987 eine Medaille.
Jürgen Hecht startete für den Ruderclub Mark aus Wetter an der Ruhr.

## Deutsche Meisterschaften
- Zweier ohne Steuermann: 1991[1]
- Vierer ohne Steuermann: 1990[2]
- Achter: 1994[3]